# Comuna Rakivka, Berîslav
Rakivka (în ucraineană Раківка) este o comună în raionul Berîslav, regiunea Herson, Ucraina, formată din satele Novosilka, Perșotravneve, Rakivka (reședința) și Tarasa Șevcenka.

## Demografie
Componența lingvistică a comunei Rakivka
     Ucraineană (94,76%)
     Rusă (3%)
     Română (2,15%)
     Alte limbi (0,09%)
Conform recensământului din 2001, majoritatea populației comunei Rakivka era vorbitoare de ucraineană (94,76%), existând în minoritate și vorbitori de rusă (3%) și română (2,15%).